# دیبروگار
دیبروگار (به انگلیسی: Dibrugarh) یک منطقهٔ مسکونی در هند است که در Dibrugarh District واقع شده‌است. دیبروگار ۶۶٫۱۴ کیلومتر مربع مساحت دارد ۱۰۸ متر بالاتر از سطح دریا واقع شده‌است.